# Leptopyrgus
Leptopyrgus is een geslacht van weekdieren uit de klasse van de Gastropoda (slakken).

## Soorten
- Leptopyrgus manneringi (Climo, 1974)
- Leptopyrgus melbourni Haase, 2008
- Leptopyrgus tainui Haase, 2008